# Leangen Ishall
Leangen Ishall  är en ishall i  Leangen, Trondheim i Norge. Den byggdes 1977, som den åttonde ishallen i Norge och tar 3 000 åskådare. Anläggningen byggdes ut med Ungdomshallen som invigdes den 10 augusti 2009 som Norges 38:e ishall. Här spelar ishockeylaget Leangen Ishockeyklubb, Wing Allianseidrettslag, Rosenborg IHK och Nidaros Ishockeyklubb sina hemmamatcher.  Trondhjems Skøiteklub som utövar skridskoåkning och konståkning finns också här.